# Список керівників держав 375 року
Список керівників держав 375 року — це перелік правителів країн світу 375 року.
Список керівників держав 374 року — 375 рік — Список керівників держав 376 року — Список керівників держав за роками

## Європа
- Боспорська держава — цар Савромат VI (370—391)
- плем'я вандалів — король Годигісел (359-406)
- король вестготів Атанаріх (365—381)
- плем'я гунів — цар Баламир (360-378)
- Дал Ріада — ?
- Думнонія — Конан Меріадок (340-387)
- Ірландія — верховний король Крімптан МакФідах (365—376)
- Римська імперія —
  - захід — Валентиніан I (364—375); Граціан (375-383)
  - схід — Валент (364—378)
- Святий Престол — папа римський — Дамасій I (366—384)
- Візантійський єпископ Демофіл (370–379/380)

## Азія
- Близький Схід
- Гассаніди — Джафна II ібн аль-Мундір (361—391)
- Диньяваді (династія Сур'я) — раджа Тюрія Мандала (313-375); Тюрія Вунна (375-418)
- Іберійське царство — цар Саурмаг II (361—378)
- Велика Вірменія — Вараздат (374-378)
- Кавказька Албанія — цар Урнайр (360—371/379)
- Індія
  - Царство Вакатаків — імператор Прітвісена I (355—380)
  - Імперія Гуптів — Самудрагупта (350—375); Рамагупта (375-380)
  - Західні Кшатрапи — махакшатрап Рудрасена III (348—380)
  - Держава Кадамба — Кангаварма (365/366 — 390)
  - Кушанська імперія — Кіпунада (345? — 375)
  - Раджарата — раджа Упатісса I (370—412)
- Індонезія
  - Тарума — Дхармаяварман (372—395)
- Китай
  - Династія Цзінь — Сима Яо (372—396)
  - Династія Рання Лян — Чжан Тяньсі (363—376)
  - Дай — Тоба Шегіянь (338—377)
  - Туюхун (Тогон) — Мужун Шилянь (371—390)
  - Династія Рання Цінь — Фу Цзянь (357—385)
- Корея
  - Кая (племінний союз) — ван Ісіпхум (346—407)
  - Когурьо — тхеван (король) Сосурім (371—384)
  - Пекче — король Кинчхого (346—375)
  - Сілла — ісагим (король) Немуль (356—402)
- Паган — король Тілі К'яунг I (344—387)
- Персія
  - Держава Сасанідів — шахіншах Шапур II (309-379)
- Тямпа — Фан Фо (349—377)
- Хим'яр — Малкікаріб Їха'мін II (360-375); Дара'мар Айман II (375-410)
- Японія — Імператор Нінтоку (313-399)

## Північна Америка
- Мутульське царство — Чак-Ток-Іч'аахк II (359/360 — 378)
- Теотіуакан — Атлатлькавак (374—439)